# Земгальська мова
Земга́льська мо́ва (латис. zemgaļu valoda; лит. žiemgalių kalba), або семига́льська мо́ва (англ. Semigallian language) — мова середньовічного балтського племені земгалів (семигалів), мешканців Семигалії (сучасні південна Латвія, північна Литва). Належала до східнобалтійської підгрупи балтійської групи балто-слов'янської лігки індоєвропейських мов. Відома лише за згадками зовнішніх джерел та топоніміки. Не залишила по собі пам'яток писемності. З XV століття, внаслідок входження земгалів до латиського та литовського етносів, стала мертвою мовою. Справила вплив на формування земгальських говорів середньолатиського діалекту латиської мови.

## Класифікація
1. Індоєвропейські мови
  1. Балто-слов'янські мови
    1. Балтійські мови
      1. Східнобалтійські мови
        1. Земгальська мова